# Шарбут
Шарбут — озеро в Калмыкии. Обозначено на карте 1871 года. В настоящее время является частью озера Сарпа (Цаган-Нур).
Относится к Западно-Каспийскому бассейновому округу. Входит в систему Сарпинских озёр.

## Физико-географическая характеристика

### Происхождение
Как и другие озёра водной системы Сарпинско-Даванской ложбины, озеро имеет реликтовое происхождение. Формирование озера связано с нижнехвалынской трансгрессией Каспийского моря. Озеро представляет собой реликт древней дельты, сформировавшейся на протяжении 7 — 8 тысяч лет на месте глубокого эстуария в конце позднего плейстоцена.

### Гидрология и климат
Гидрологический режим озера естественно-антропогенный. Озеро расположено в зоне резко континентального, полупустынного климата. В условиях значительного испарения роль дождевых осадков в водном режиме озера не велика. После ввода в эксплуатацию Сарпинской оросительно-обводнительной системы озеро стало частью озера Сарпа (Цаган-Нур).